# فیشر پلیس (کالیفرنیا)
فیشر پلیس (به انگلیسی: Fisher Place) یک منطقهٔ مسکونی در ایالات متحده آمریکا است که در شهرستان کالاوراس، کالیفرنیا واقع شده‌است. فیشر پلیس ۸۱۶ متر بالاتر از سطح دریا واقع شده‌است.